# MTV Video Music Awards 1992
Die Verleihung der MTV Video Music Awards 1992 fand am 9. September 1992 statt. Verliehen wurde der Preis an Videos, die vom 16. Juni 1991 bis zum 15. Juni 1992 ihre Premiere hatten. Die Verleihung fand im Pauley Pavilion, Los Angeles, Kalifornien statt. Moderator war Dana Carvey.
Gewinner des Abends waren Van Halen und Red Hot Chili Peppers. Van Halens Video zu Right Now erhielt den Preis für das Video des Jahres, während Under the Bridge von Red Hot Chili Peppers den Publikumspreis gewann. Mit acht Nominierungen für zwei Videos führten die Red Hit Chili Peppers außerdem die Nominierungsliste an.
Während der Show kam es zu mehreren Auseinandersetzungen zwischen Axl Rose und den Mitgliedern von Nirvana sowie Courtney Love. Das ganze Jahr über hatten sich die beiden Bands bereits in den Haaren, doch bei den VMAs eskalierte der Streit. Das ganze fing bereits backstage an, als Love scherzhaft Axl Rose anbot, Pate von Frances Bean Cobain zu werden. Rose drohte danach Kurt Cobain und auch Roses Freundin Stephanie Seymour mischte sich in die Fehde ein. Krist Novoselic und Duff McKagan gerieten ebenfalls in Streit, der beinahe eskalierte. Dave Grohl nutzte anschließend den Auftritt, um Axl von der Bühne aus zu verspotten.
Es war nicht der einzige Aufreger, der von Nirvana ausging. Vor dem Auftritt hatte MTV versucht, die Band zu überreden, Smells Like Teen Spirit zu spielen, doch Cobain wollte nicht auf einen einzelnen Song reduziert werden. So einigte man sich auf Lithium. Bei der Show spielten Nirvana jedoch kurz Rape Me an, das Lied das ihnen von MTV verboten wurde. Doch es sollte noch weitergehen. Im Anschluss warf Novoselic seinen Bass hoch und versuchte sie aufzufangen. Doch das Timing klappte nicht und so zog er sich eine Kopfwunde zu.
Während Guns N’ Roses hinter den Kulissen für Aufreger sorgten war der gemeinsame Auftritt von Elton John und Axl Rose bei November Rain der Versuch andere Streitigkeiten beizulegen. So galten Guns N’ Roses auf Grund einer Textzeile auf G N’ R Lies als homophob. es war der Beginn einer langen Freundschaft zwischen den beiden Musikern.

## Nominierte und Gewinner
Die jeweils fett markierten Künstler zeigen den Gewinner der Kategorie an.

### Video of the Year
Van Halen – Right Now
- Def Leppard – Let’s Get Rocked
- Nirvana – Smells Like Teen Spirit
- Red Hot Chili Peppers – Under the Bridge

### Best Male Video
Eric Clapton – Tears in Heaven (Performance)
- John Mellencamp – Get a Leg Up
- Tom Petty and the Heartbreakers – Into the Great Wide Open
- Bruce Springsteen – Human Touch
- ''Weird Al'' Yankovic – Smells Like Nirvana

### Best Female Video
Annie Lennox – Why
- Tori Amos – Silent All These Years
- Madonna – Holiday (Truth or Dare Version)
- Vanessa L. Williams – Save the Best for Last

### Best Group Video
U2 – Even Better Than the Real Thing
- En Vogue – My Lovin’ (You’re Never Gonna Get It)
- Red Hot Chili Peppers – Under the Bridge
- Van Halen – Right Now

### Best New Artist in a Video
Nirvana – Smells Like Teen Spirit
- Tori Amos – Silent All These Years
- Arrested Development – Tennessee
- Cracker – Teen Angst (What the World Needs Now)

### Best Metal/Hard Rock Video
Metallica – Enter Sandman
- Def Leppard – Let’s Get Rocked
- Ugly Kid Joe – Everything About You
- Van Halen – Right Now

### Best Rap Video
Arrested Development – Tennessee
- Black Sheep – The Choice Is Yours (Revisited)
- Kris Kross – Jump
- Marky Mark and the Funky Bunch – Good Vibrations
- Sir Mix-a-Lot – Baby Got Back

### Best Dance Video
Prince and The New Power Generation – Cream
- En Vogue – My Lovin' (You're Never Gonna Get It)
- Madonna – Holiday (Truth or Dare version)
- Marky Mark and the Funky Bunch – Good Vibrations

### Best Alternative Video
Nirvana – Smells Like Teen Spirit
- Pearl Jam – Alive
- Red Hot Chili Peppers – Give It Away
- The Soup Dragons – Divine Thing

### Best Video From a Film
Queen – Bohemian Rhapsody (aus Wayne’s World)
- Eric Clapton – Tears in Heaven (aus Fieberhaft – Undercover in der Drogenhölle)
- The Commitments – Try a Little Tenderness (aus  Die Commitments)
- Hammer – Addams Groove (aus Die Addams Family in verrückter Tradition)

### Breakthrough Video
Red Hot Chili Peppers – Give It Away
- Tori Amos – Silent All These Years
- David Byrne – She's Mad
- Van Halen – Right Now

### Best Direction in a Video
Van Halen – Right Now (Regie: Mark Fenske)
- En Vogue – My Lovin' (You're Never Gonna Get It) (Regie: Matthew Rolston)
- Red Hot Chili Peppers – Give It Away (Regie: Stéphane Sednaoui)
- Sir Mix-a-Lot – Baby Got Back (Regie: Adam Bernstein)

### Best Choreography in a Video
En Vogue – My Lovin' (You're Never Gonna Get It) (Choreografen: Frank Gatson, Travis Payne and LaVelle Smith Jnr)
- Hammer – 2 Legit 2 Quit (Choreograf: Hammer)
- Madonna – Holiday (Truth or Dare version) (Choreograf: Vincent Paterson)
- Marky Mark and the Funky Bunch – Good Vibrations (Choreografen: Marky Mark and the Funky Bunch)

### Best Special Effects in a Video
U2 – Even Better Than the Real Thing (Special Effects: Simon Taylor)
- David Byrne – She's Mad (Special Effects: Carlos Arguello and Michele Ferrone)
- Def Leppard – Let's Get Rocked (Special Effects: Ian Pearson)
- Michael Jackson – Black or White (Short Version) (Special Effects: Jamie Dixon)

### Best Art Direction in a Video
Red Hot Chili Peppers – Give It Away (Art Directors: Nick Goodman und Robertino Mazati)
- Guns N' Roses – November Rain (Art Director: Nigel Phelps)
- Sir Mix-a-Lot – Baby Got Back (Art Director: Dan Hubp)
- Rod Stewart – Broken Arrow (Art Director: José Montaño)

### Best Editing in a Video
Van Halen – Right Now (Schnitt: Mitchell Sinoway)
- En Vogue – My Lovin' (You're Never Gonna Get It) (Schnitt: Robert Duffy)
- Metallica – Enter Sandman (Schnitt: Jay Torres)
- Red Hot Chili Peppers – Give It Away (Schnitts: Veronique Labels and Olivier Gajan)
- U2 – Even Better Than the Real Thing (Schnitt: Jerry Chater)

### Best Cinematography in a Video
Guns N' Roses – November Rain (Kamera: Mike Southon und Daniel Pearl)
- Tori Amos – Silent All These Years (Kamera: George Tiffin)
- Eric Clapton – Tears in Heaven (Performance) (Kamera: David Johnson)
- En Vogue – My Lovin' (You're Never Gonna Get It) (Kamera: Paul Lauter)
- Genesis – I Can't Dance (Kamera: Daniel Pearl)
- Michael Jackson – In the Closet (Kamera: Rolf Kestermann)
- Madonna – Holiday (Truth or Dare version) (Kamera: Toby Phillips)
- Marky Mark and the Funky Bunch – Good Vibrations (Kamera: Dave Phillips)
- Metallica – Enter Sandman (Kamera: Martin Coppen)
- Red Hot Chili Peppers – Give It Away (Kamera: Marco Mazzei)
- Vanessa L. Williams – Running Back to You (Kamera: Ralph Ziman)

### Viewer’s Choice
Red Hot Chili Peppers – Under the Bridge
- Def Leppard – Let’s Get Rocked
- Nirvana – Smells Like Teen Spirit
- Van Halen – Right Now

### International Viewer's Choice Awards

#### MTV Asia
Christina – Jing Mai Klua
- Artists R.A.P. (Roslan Aziz Productions) – Ikhlas Tapi Jauh
- Chang Yu-sheng – Take Me to the Moon
- The Dawn – Iisang Bangka Tayo
- Lo Ta-yu – Story of the Train
- Marsha – Taak-Hak

#### MTV Australia
Diesel – Man Alive
- Boom Crash Opera – Holy Water
- The Clouds – Hieronymous
- Frente! – Ordinary Angels

#### MTV Brasil
Nenhum de Nós – Ao Meu Redor
- Guilherme Arantes – Taça de Veneno
- Biquini Cavadão – Zé Ninguém
- Capital Inicial – O Passageiro
- Djavan – Se...
- Engenheiros do Hawaii – O Exército de um Homem Só
- Gilberto Gil – Madalena
- Marina – Criança
- Marisa Monte – Diariamente
- Os Paralamas do Sucesso – Trac Trac
- RPM – Gita
- Sepultura – Desperate Cry
- Supla – Só Pensa na Fama
- Titãs – Saia de Mim
- Caetano Veloso – Fora da Ordem

#### MTV Europe
The Cure – Friday I'm in Love
- Genesis – I Can't Dance
- The KLF (featuring Tammy Wynette) – Justified & Ancient
- Annie Lennox – Why
- Shakespears Sister – Stay

#### MTV Internacional
El General – Muévelo
- Caifanes – Nubes
- Gipsy Kings – Baila Me
- Mecano – El 7 de Septiembre
- El Último de la Fila – Cuando el Mar Te Tenga

### Michael Jackson Video Vanguard Award
Guns N' Roses

## Liveauftritte
- The Black Crowes – Remedy
- Bobby Brown – Humpin' Around

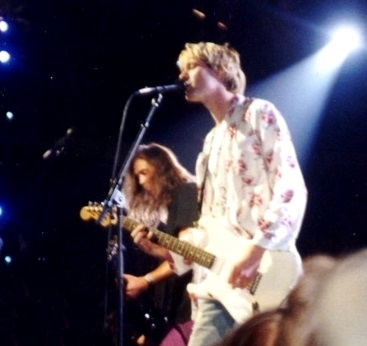
Kurt Cobain und Krist Novoselic (Nirvana) live bei der Show

- U2 und Dana Carvey – Even Better Than the Real Thing (live via satellite from Detroit)
- Def Leppard – Let's Get Rocked
- Nirvana – Rape Me (intro) / Lithium
- Elton John – The One
- Pearl Jam – Jeremy
- Red Hot Chili Peppers – Under the Bridge (Intro) / Give It Away
- Michael Jackson – Black or White (live von der Dangerous Tour in London)
- Bryan Adams – Do I Have to Say the Words?
- En Vogue – Free Your Mind
- Eric Clapton – Tears in Heaven
- Guns N' Roses und Elton John – November Rain

## Auftritte

### Preshow
- Cindy Crawford – kündigte die Gewinner der technischen Kategorien an
- John Norris – präsentierten Best Dance Video

### Hauptshow
- Eddie Murphy – präsentierte Best Male Video
- Dana Carvey (verkleidet als Johnny Carson) und Phil Hartman (als Ed McMahon) – traten in Videos zum Viewer's Choice Award auf
- John Corbett und Shannen Doherty – präsentierten Best Direction in a Video
- David Spade, Andrew Dice Clay, Doug Bradley (als Pinhead) und Ringo Starr – traten in verschiedenen Spots auf
- Ice-T und Metallica (Lars Ulrich und Kirk Hammett) – präsentierten Best Rap Video
- Denis Leary – trat in verschiedenen Backstage-Segmenten auf
- Halle Berry und Jean-Claude Van Damme – präsentierten Best Video from a Film
- Marky Mark und Vanessa L. Williams – präsentierten Breakthrough Video
- Roger Taylor und Brian May – präsentierten the Video Vanguard Award
- Luke Perry und Howard Stern (als Fartman) – präsentierten Best Metal/Hard Rock Video
- VJs Angela Chow (Asia), Richard Wilkins (Australia), Cuca Lazarotto (Brasil), Ray Cokes (Europe) and Daisy Fuentes (Internacional) – präsentierten die Viewer's Choice Gewinner ihres Kanals
- Denis Leary und Cindy Crawford – präsentierten Viewer's Choice
- Kris Kross und Magic Johnson – präsentierten Best Female Video
- Dana Carvey – präsentierte Best Alternative Video
- Boyz II Men und Wilson Phillips – präsentierten Best New Artist in a Video
- Peter Gabriel und Annie Lennox – präsentierten Best Group Video
- Mick Jagger – präsentierte Video of the Year